# Чез Палминтери
Чез Палминтери (енгл. Chazz Palminteri) је амерички глумац, рођен 15. маја 1952. године у Њујорку (САД).
Палминтери је глумац, редитељ и писац, номинован за Оскара. Познат по улогама у филмовима Прича из Бронкса (на основу Палминтеријеве аутобиографије из детињства), Дежурни кривци, Џејд, Падине Малхоланда, Мафијаш на терапији, Луди за билијаром, Мали човек и Легенда, између осталих.